# Coluber constrictor
Coluber constrictor este o specie de șerpi din genul Coluber, familia Colubridae, descrisă de Linnaeus 1758. A fost clasificată de IUCN ca specie cu risc scăzut.

## Subspecii
Această specie cuprinde următoarele subspecii:
- C. c. anthicus
- C. c. constrictor
- C. c. etheridgei
- C. c. flaviventris
- C. c. foxii
- C. c. helvigularis
- C. c. latrunculus
- C. c. oaxaca
- C. c. paludicola
- C. c. priapus

## Galerie

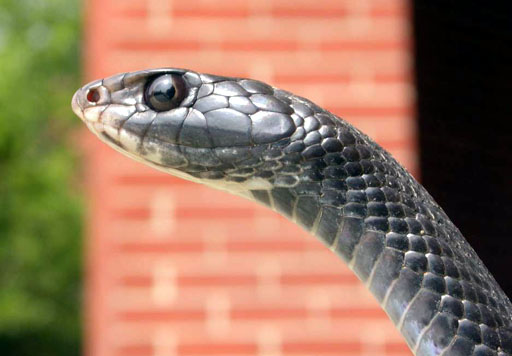
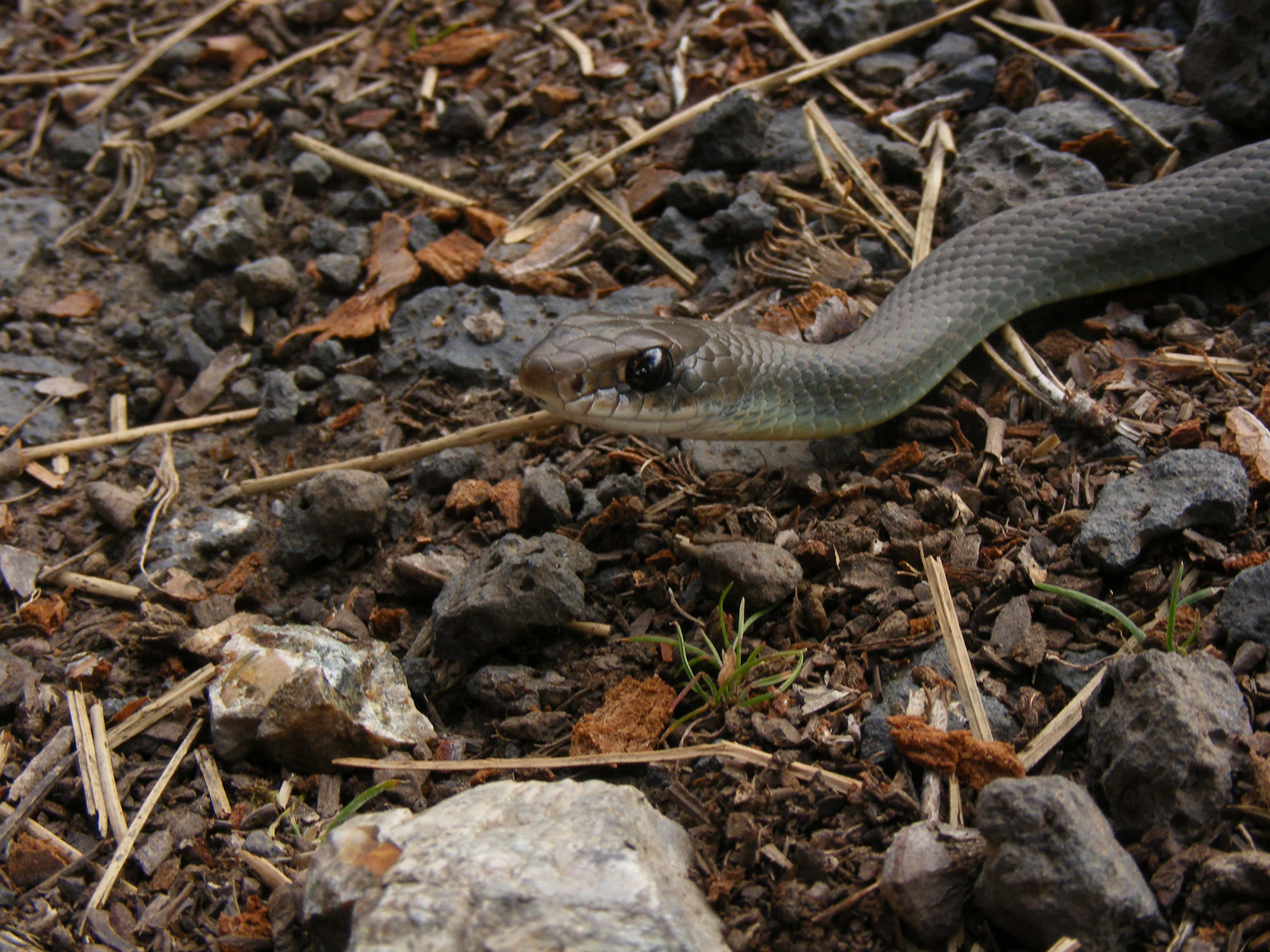
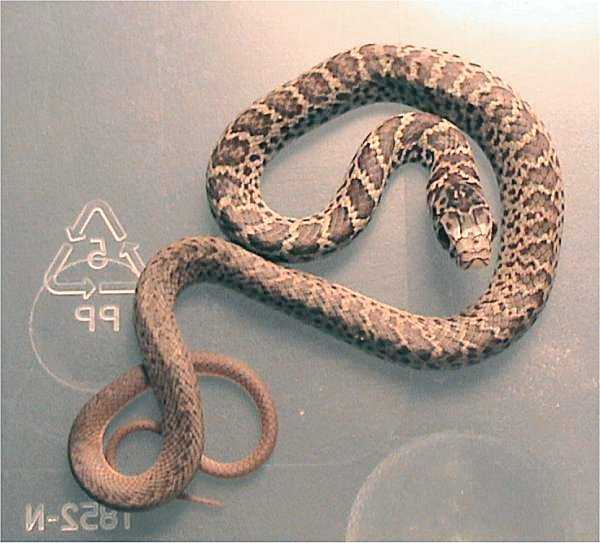
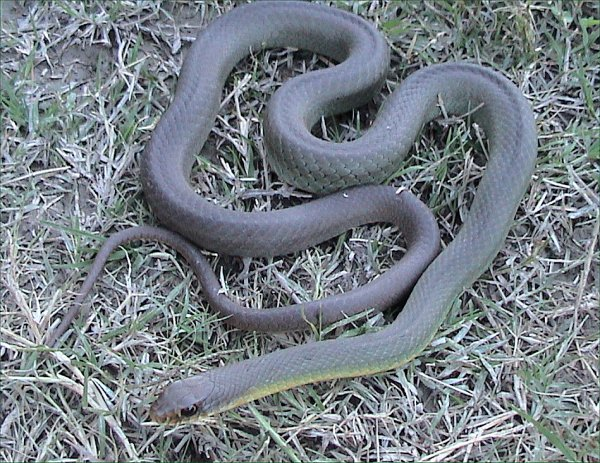
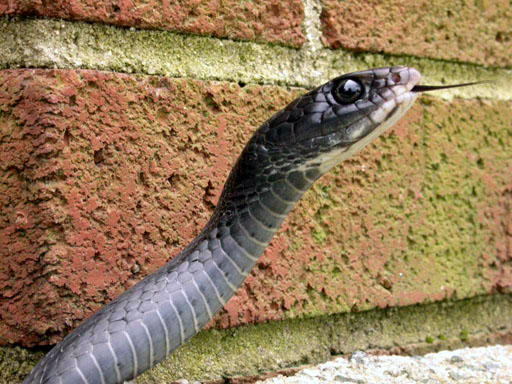
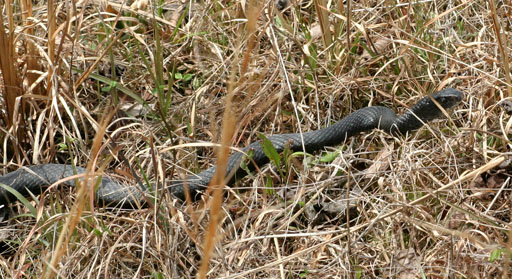